# Вільгельміна Івановська
Вільгельміна Івановська (пол. Wilhelmina Iwanowska; 2 вересня 1905 — 16 травня 1999) — польський астроном, член Польської АН (1956).

## Біографічні відомості
Народилася у Вільно (нині Вільнюс, Литва). Від 1946 — професор університету в Торуні, в 1952—1976 — керівник обсерваторії в Півніце (поблизу Торуня).
Наукові роботи відносяться до фізики зірок. У 1934—1946 здійснила одну з перших експериментальних перевірок теорії пульсації цефеїд. Відкрила в 1950 розходження в хімічному складі зірок, що належать до різного зоряного населення. Незалежно від Вальтера Бааде в 1952 навела аргументи, що вказують на необхідність зміни прийнятої в той час шкали галактичних відстаней. Запропонувала в 1965 метод визначення статистичних показників типів зоряних населень і спільно з співробітниками застосувала його в 1965—1979 до дослідження понад 4000 зірок.
Віце-президент Міжнародного астрономічного союзу (1973—1979).